# Mistrovství Evropy týmů v judu 2017
Mistrovství Evropy týmů 2017 proběhlo v hale Torwar ve Varšavě, Polsko 23. dubna 2017.

## Česká stopa
Český tým nastoupil v tomto složení:
- -66 kg - David Pulkrábek
- -73 kg - Jakub Ječmínek
- -81 kg - Ivan Petr
- -90 kg - David Klammert
- +90 kg - Tomáš Knápek

Český tým nastoupil v prvním kole proti týmu Francie. V pololehké váze nastoupil David Pulkrábek proti Alexandre Mariacovi a od začátku mu dělaly problémy Mariacovi útoky seoi-nage. Od úvodu tak musel dohánět bodovou ztrátu na wazari a otevřený duel Francouz využil v polovině zápase nasazením naskakované páky 1:0. V lehké váze nastoupil Jakub Ječmínek proti Guillaume Chaineovi. Chaine od začátku dominoval v boji o úchop a v čase 1:47 se ujal vedení po levém o-uči-gari. Minutu před koncem však přišla Ječmínkova světlá chvilka, když bez úchopu nastoupil do techniky ko-soto-gake, která Francouze rozhodila natolik, že se nechal technikou sumi-gaeši poslat na zem a do držení 1:1. V polostřední váze nastoupil Ivan Petr proti Pape-Doudou Ndiayeovi a v opakovém zápase z individuální soutěže opět nenašel recept na Francouzův rytmus. V polovině zápasu zaváhal v boji o úchop a nechal se hodit technikou ura-nage na wazari. V poslední minutě dělal maximum pro vymazání bodové ztráty, ale pokus o uči-matu skončil Ndiayeho kontrachvatem 1:2. Ve střední váze se utkal David Klammert se stříbrným medailistou z individuální soutěže Axelem Clergetem. Francouz se od počátku neúspěšně snažil dostat Klammerta na do boje na zemi. V čase 1:40 využil Klammert Francouzova zaváhání a poslal ho technikou ko-soto-gake na zem, bez bodového ohodnocení. V následující akci však vybojoval Clergetům rukáv a technikou harai-makikomi ho poslal na wazari a na zemi nasadil držení 2:2. Zápas s Francii musel rozhodnout poslední duel těžkých váha mezi Tomášem Knápkem a Cyrillem Maretem. Nováček v českém týmu a dvorní sparingpartner Lukáše Krpálka se pral srdnatě a v čase 1:54 favorita málem načapal. Kontrachvat na Maretovu uči-matu však neskončil bodovým ohodnocením. Po druhém napomenutí v čase 2:24 se již nemohl spoléhat na pasivitu. Minutu před koncem prohrál boj o úchop a jeho propagační pokus o uči-matu skončil Maretovým kontrachvatem 2:3.

## Zajímavost
V souboji o třetí místo mužů mezi Ázerbájdžánem a Ukrajinou došlo k situaci, ve které neznalost pravidel neomlouvá. Ázerbájdžánský tým za stavu 3:0 oslaloval třetí místo a k dalším dvou zápasům odmítl nastoupit. Tím byl diskvalifikován a třetí místo připadlo Ukrajinskému týmu.

## Výsledky

### Muži
|      | Zlato | Stříbro | Bronz |
| ---- | --- | --- | --- |
| Týmy | Gruzie Laša Gijunašvili Važa Margvelašvili Laša Šavdatuašvili Pridon Gigani Zebeda Rechvijašvili Beka Gvinyjašvili Ušangi Margijani Adam Okruašvili Guram Tušišvili | Rusko Anzaur Ardanov Abdula Abduldžalilov Vali Kurdžev Děnis Jarcev Děnis Kalinin Stanislav Semjonov Magomed Magomedov Chusejn Chalmurzajev Andrej Volkov Renat Sajidov | Maďarsko Ákos Bartha Frigyes Szabó László Csoknyai Gábor Vér Miklós Cirjenics Barna Bor Ukrajina Gevorg Chačatrjan Dmytro Kanyvec Serhij Kryvčač Quedjau Nhabali Vadym Syňavkij Jakiv Chammo Stanislav Bondarenko |

pozn. v tabulce jsou uvedeni pouze judisté, kteří do soubojů přímo zasáhli

### Ženy
|      | Zlato | Stříbro | Bronz |
| ---- | --- | --- | --- |
| Týmy | Francie Amandine Buchardová Hélène Receveauxová Margaux Pinotová Marie-Eve Gahiéová Emilie Andéolová Hawa Camaraová | Polsko Karolina Pieńkowská Anna Borowská Julia Kowalczyková Agata Ozdobová Karolina Tałachová Katarzyna Kłysová Sandra Lickunová Anna Zaleczná Beata Pacutová | Chorvatsko Tena Šikićová Tihea Topolovecová Marijana Hasanbegovićová Maja Blagojevićová Barbara Matićová Ivana Šutalová Ivana Maranićová Německo Nieke Nordmeyerová Sappho Çobanová Theresa Stollová Martyna Trajdosová Nadja Bazynská Giovanna Scoccimarrová Carolin Weißová Anna-Maria Wagnerová |

pozn. v tabulce jsou uvedené pouze judistky, které do soubojů přímo zasáhly